# جون شويلر كروسبي
جون شويلر كروسبي هو سياسي أمريكي، ولد في 19 سبتمبر 1839 في ألباني في الولايات المتحدة، وتوفي في 8 أغسطس 1914 في نيوبورت في الولايات المتحدة. نشط حزبياً في الحزب الجمهوري. وقد انتخب Governor of Montana Territory ‏ (15 يناير 1883 – 15 ديسمبر 1884).